# Abbévillers
Abbévillers ist eine französische Gemeinde mit 1.099 Einwohnern (Stand: 1. Januar 2022) im Département Doubs in der Region Bourgogne-Franche-Comté.

## Geographie
Abbévillers liegt auf 575 m, etwa 13 Kilometer südöstlich der Stadt Montbéliard (Luftlinie). Das Dorf erstreckt sich im nördlichen Jura, auf der weiten Hochfläche des Tafeljuras östlich des Taleinschnitts des Gland, nahe der Grenze zur Schweiz.
Die Fläche des 11,18 km² großen Gemeindegebiets umfasst einen Abschnitt des nördlichen französischen Juras. Der Hauptteil des Gebietes wird von der nur leicht gewellten Tafeljurahochfläche, bestehend aus Sequan- und Kimmeridgekalken, die durchschnittlich auf 560 bis 580 m liegt, eingenommen. Einige Anhöhen reichen knapp über 600 m, darunter Sur le Seux, La Craye und Les Hautes Bornes, welche mit 612 m die höchste Erhebung von Abbévillers darstellt. Das Hochplateau ist überwiegend von Acker- und Wiesland bestanden, zeigt aber auch einige Waldflächen. Es gibt hier keine oberirdischen Fließgewässer, weil das Niederschlagswasser im verkarsteten Untergrund versickert. Nach Osten geht das Hochplateau in die Hochfläche von Fahy (Schweiz) über.
In den Randbereichen hat Abbévillers Anteil an Erosionstälern, die zu den umliegenden Talsystemen hinunterführen. Nach Südosten erstreckt sich das Gemeindeareal in den bewaldeten Abschnitt der Combotte Roussot, die mit ihren Seitentälern (unter anderem der Combe aux Enfers) fast 100 Meter in das Plateau eingeschnitten ist. Die südliche Grenze verläuft bei der Karstquelle der Doue, die ihr Wasser dem Gland zuführt.
Zu Abbévillers gehören neben dem eigentlichen Ort auch der Weiler La Chaifferie (569 m) am Rand der Hochfläche von Fahy sowie mehrere Gehöfte und Einzelhöfe. Nachbargemeinden von Abbévillers sind Glay und Meslières im Südwesten, Hérimoncourt im Westen, Vandoncourt im Norden, Croix im Nordosten sowie die schweizerischen Gemeinden Fahy im Osten und Grandfontaine im Süden.

## Geschichte
Die erste urkundliche Erwähnung von Abbévillers erfolgte im Jahr 1140 unter dem Namen Albervillers. Im Lauf der Zeit wandelte sich die Schreibweise über Albervillars (1147), Albrechzviler (1300), Azberveler (1306), Aubeveler (1331), Abeviler (1443) und Abelviller (1480) zum heutigen Namen.
Seit dem Mittelalter gehörte Abbévillers einer ortsansässigen Adelsfamilie, die hier ein Schloss besaß und als Vasallen der Grafen von Montbéliard fungierte. Über die Herren von Rocourt, Rieschach und Wandelincourt gelangte Abbévillers 1579 unter direkten Einfluss der Grafen von Montbéliard. In der Folgezeit wurde das Dorf beim Einfall der Guisen (1587) und im Dreißigjährigen Krieg schwer in Mitleidenschaft gezogen. Mit der Annexion der Grafschaft Württemberg-Mömpelgard (Montbéliard) gelangte das Dorf 1793 endgültig in französische Hand. Im 19. Jahrhundert siedelten sich in Abbévillers eine Feilenfabrik und eine Ziegelei an, doch blieb das Dorf stets vorwiegend landwirtschaftlich geprägt. Seit 2017 gehört Abbévillers zum Gemeindeverband der Pays de Montbéliard Agglomération.

## Bevölkerung
Mit 1099 Einwohnern (Stand 1. Januar 2022) gehört Abbévillers zu den kleinen Gemeinden des Département Doubs. Nachdem die Einwohnerzahl in der ersten Hälfte des 20. Jahrhunderts leicht abgenommen hatte (1901 wurden noch 485 Personen gezählt), wurde seit Beginn der 1960er-Jahre ein markantes Bevölkerungswachstum verzeichnet. Seither hat sich die Einwohnerzahl verdreifacht.
| Jahr                       | 1962 | 1968 | 1975 | 1982 | 1990 | 1999 | 2009 | 2016 | 2020 |
| Einwohner                  | 342  | 405  | 570  | 760  | 817  | 877  | 1055 | 1031 | 1068 |
| Quellen: Cassini und INSEE |      |      |      |      |      |      |      |      |      |

## Sehenswürdigkeiten
Die lutherische Kirche von Abbévillers (Temple luthérien) wurde von 1850 bis 1853 an der Stelle eines Gotteshauses aus dem 17. Jahrhundert neu errichtet. Von 1877 stammt die Mairie (Rathaus).

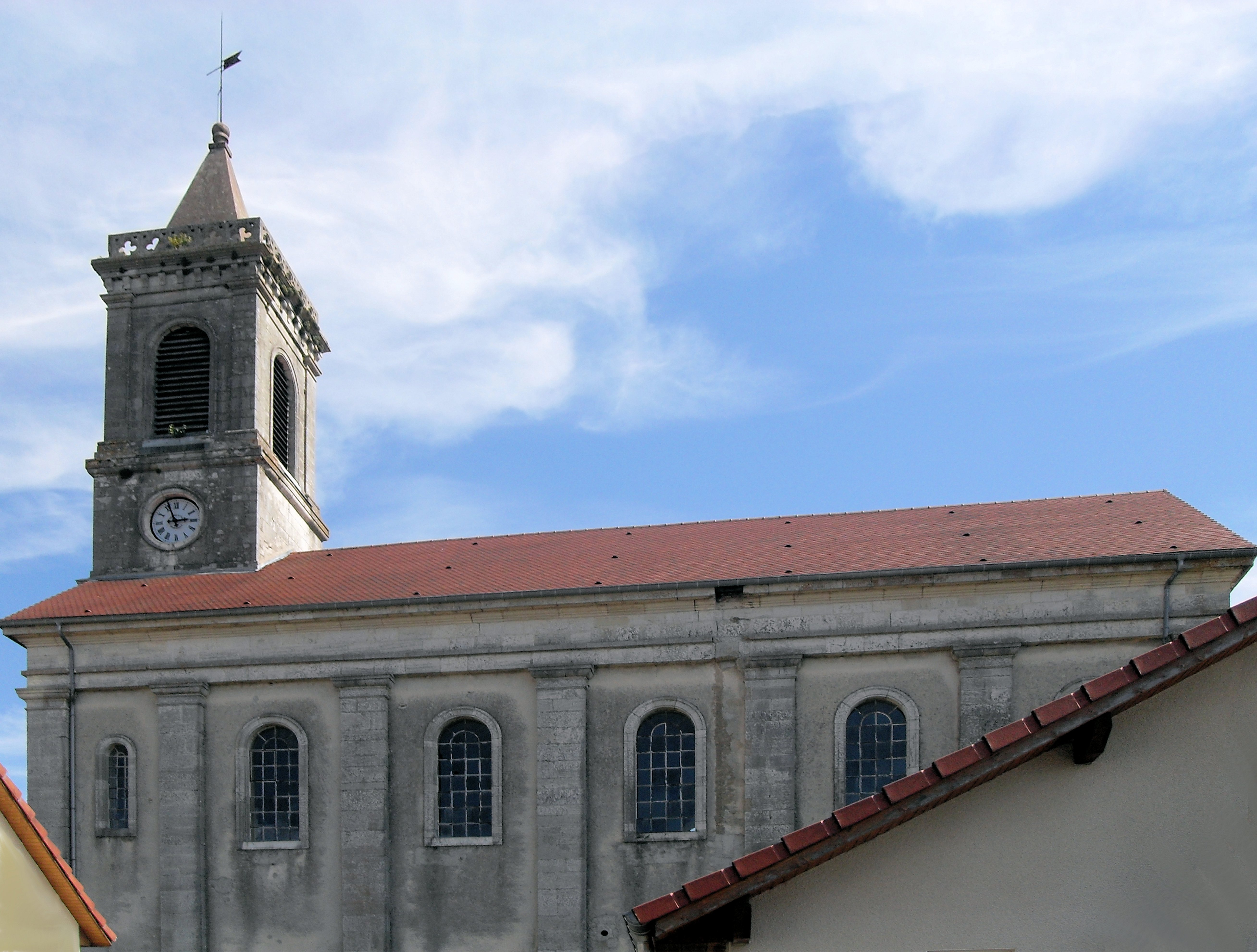
Lutherische Kirche
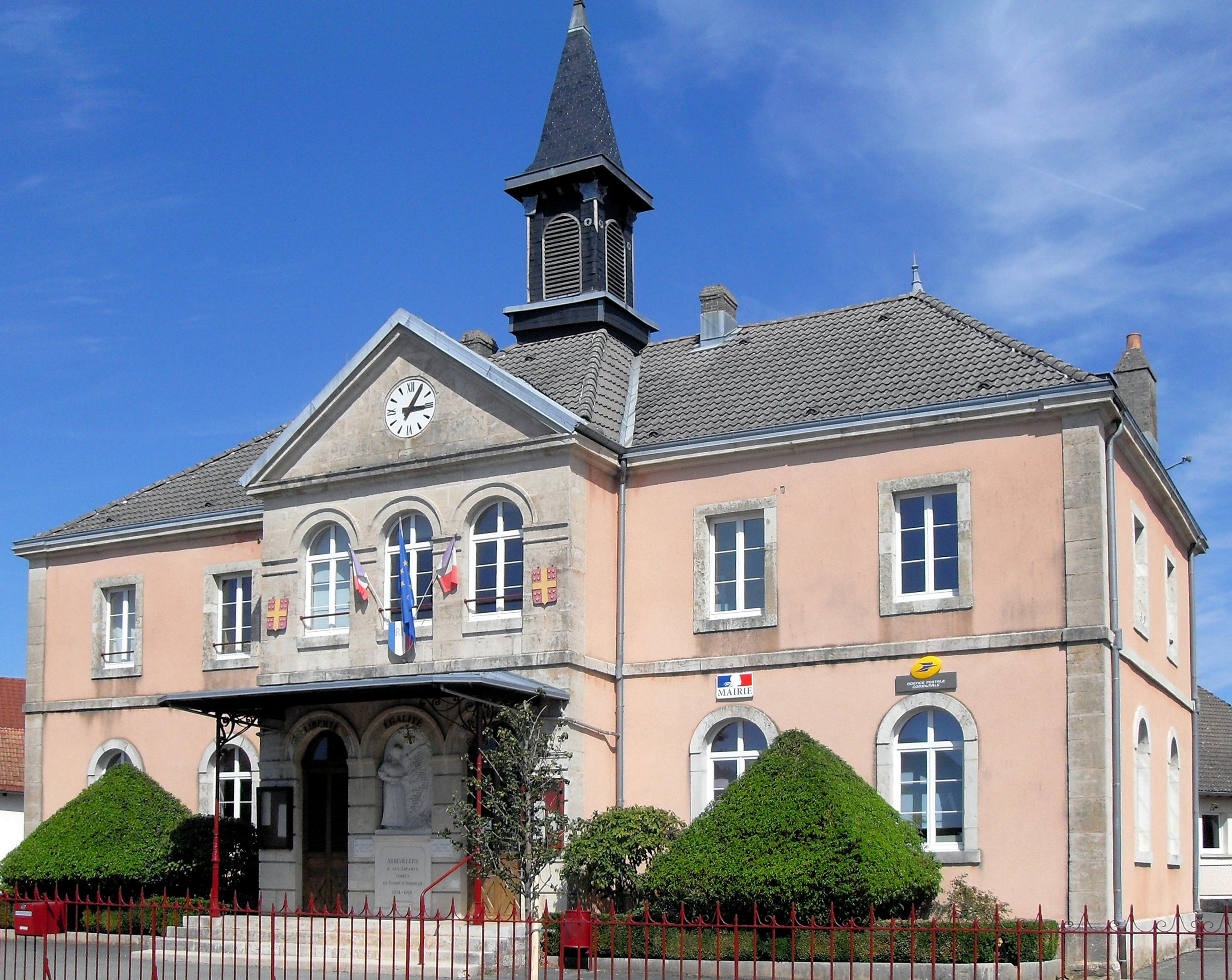
Mairie und Post
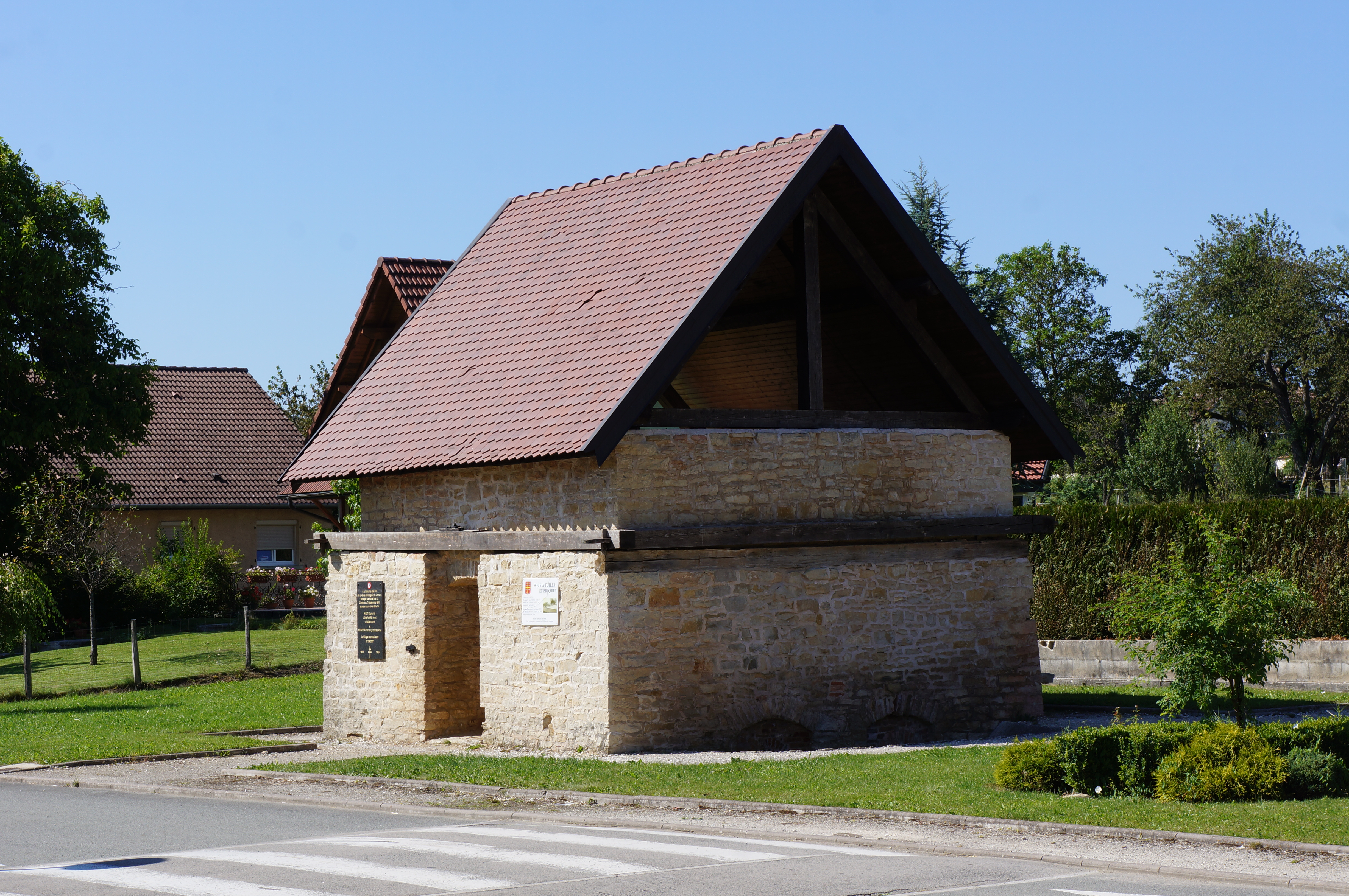
Steinofen-Backhaus

## Wirtschaft und Infrastruktur
Abbévillers war bis weit ins 20. Jahrhundert hinein ein vorwiegend durch die Landwirtschaft (Ackerbau, Obstbau und Viehzucht) geprägtes Dorf. Daneben gibt es heute einige Betriebe des lokalen Kleingewerbes. Mittlerweile hat sich das Dorf dank seiner attraktiven Lage zu einer Wohngemeinde gewandelt. Viele Erwerbstätige sind deshalb Wegpendler, die in der Agglomeration Montbéliard ihrer Arbeit nachgehen.
Die Ortschaft ist verkehrstechnisch gut erschlossen. Sie liegt an der Départementsstraße D 34, die von Audincourt nach Porrentruy führt. Der nächste Anschluss an die Autobahn A 36 befindet sich in einer Entfernung von ungefähr 14 km. Weitere Straßenverbindungen bestehen mit Croix, Montbouton und Meslières.